# Ned Overend

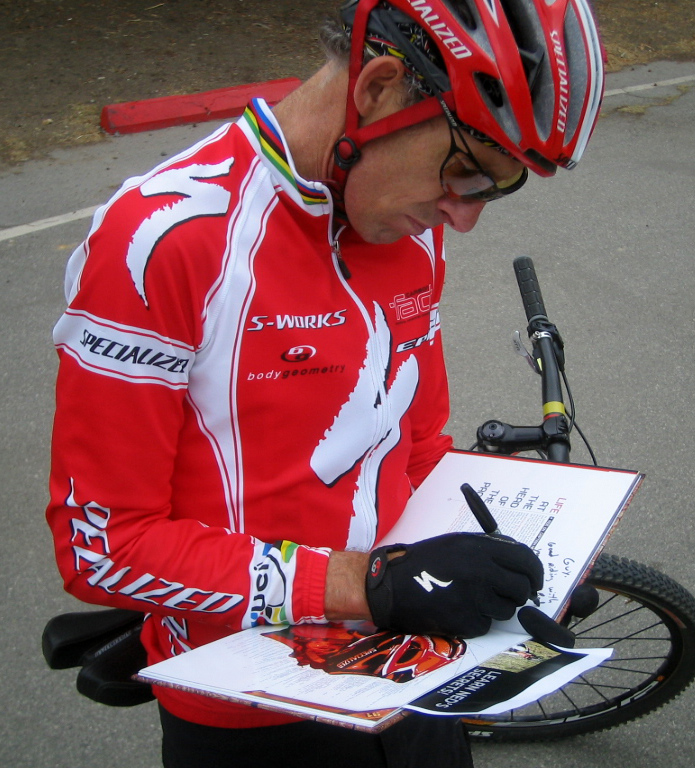
Ned Overend in 2006

Edmund ("Ned") Overend (Taipei, 20 augustus 1955) is een voormalig Amerikaans mountainbiker. Hij werd wereldkampioen mountainbike cross country in 1990. Overend begon met mountainbiken in de tachtiger jaren en beëindigde zijn carrière in 1996.

## Erelijst

### Mountainbike
| Seizoen | Wereldbeker         | Kampioenschappen | Overige                       | Totaal aantal zeges |
| ------- | ------------------- | ---------------- | ----------------------------- | ------------------- |
| 1985    |                     |                  | Bob Cook Memorial-Mount Evans | 1                   |
| 1986    |                     | AK               | Bob Cook Memorial-Mount Evans | 2                   |
| 1987    |                     | AK               |                               | 1                   |
| 1988    |                     |                  |                               | 0                   |
| 1989    |                     | AK               |                               | 1                   |
| 1990    |                     | WK, AK           |                               | 2                   |
| 1991    | Park City           | AK               |                               | 2                   |
| 1992    | Vail, Mammoth Lakes | AK               |                               | 3                   |
| 1993    |                     |                  |                               | 0                   |
| 1994    | Lenzerheide, Elba   |                  |                               | 2                   |
| 1995    |                     |                  |                               | 0                   |
| 1996    |                     |                  |                               | 0                   |

- International Standard Name Identifier: 0000 0000 5253 2739
- Library of Congress Control Number: no97048889
- Virtual International Authority File: 19286489
- WorldCat: E39PBJwdcfmWVrtypxkxXqBgKd